# Mlice-Kostery
Mlice-Kostery (prononciation : [ˈmlit͡sɛ kɔsˈtɛrɨ]) est un village polonais de la gmina de Drobin dans le powiat de Płock de la voïvodie de Mazovie dans le centre-est de la Pologne.
Il se situe à environ 9 kilomètres au sud-ouest de Drobin (siège de la gmina), 21 kilomètres au nord-est de Płock (siège du powiat) et à 94 kilomètres au nord-ouest de Varsovie (capitale de la Pologne).
Le village compte approximativement une population 78 habitants en 2012.

## Histoire
De 1975 à 1998, le village appartenait administrativement à la voïvodie de Płock.